# Thanatophyllum akinetum
Thanatophyllum akinetum är en kackerlacksart som beskrevs av Philippe Grandcolas 1991. Thanatophyllum akinetum ingår i släktet Thanatophyllum och familjen jättekackerlackor.
Artens utbredningsområde är Franska Guyana. Inga underarter finns listade i Catalogue of Life.